# 東華三院黃鳳翎中學
東華三院黃鳳翎中學（英語：TWGHs Wong Fung Ling College），為一所位於香港沙田區的津貼中學，於1977年創校，1989年遷入現址。

## 歷史
此校早於1974年籌辦，為東華三院第八所籌辦的中學、以及四所擬開辦工業中學之一，原訂於新界建校。至1977年9月，此校改於港島荷李活道創校，首屆招收四班中一，且改為提供文法中學課程。當時，第一代校舍尚未完成改裝，因此需借用同系的李潤田紀念中學上課，直至翌年完工為止。
由於第一代校舍空間不足，此校於1988年獲批遷校至馬鞍山。然而，由於校舍於1989年9月才完工，在沙田區開辦的首屆中一及中四，亦需暫借大圍冼次雲小學上課一個月。兩年後，首次遷校工作結束。
此校以往為一所英文文法中學。因應政府「母語教學」政策，而此校未達繼續使用英語授課的水平，自1998年起需改為中文中學，並維持至今。
因應學位過剩的情況，東華三院於2023年7月與教育局達成共識，將原先已於2002年分配、用作新辦「東華三院歷屆主席會中、小學」的日出康城擬建校舍，改為供此校及同系高可寧紀念小學遷校，而兩校將不會結龍，預計2029-30年建成。

## 歷任行政人員

### 校監
- 黃士心 先生（約1990年代初）
- 李鋈麟 博士（？-2022年）
- 曾慶業 先生（2022年起，現任校監）

### 歷任校長
- 高秉祥 先生（1977-1980，後轉職至佛教覺光法師中學及香海正覺蓮社佛教馬錦燦紀念英文中學）
- 鄭琼琚 女士（1981-1983，後平調至伍若瑜夫人紀念中學）
- 邱國鋈 先生（1984-1991）
- 何如添 先生（1992-2002）
- 黃瑞森 先生（2003-2007，後平調至辛亥年總理中學）
- 呂雪雲 女士（2008-2009）
- 周慶中 先生（2010-2012，後平調至辛亥年總理中學）
- 劉國良 先生（2012-2015；轉職自神召會康樂中學，後轉職至青年會書院）
- 李靖邦 先生（2015-2019）
  - 徐仲坤 先生（署任，2019年9月-11月）
- 李胤鋒 先生（2019-2024）
  - 馮碧芝 女士（署任，2021年6月-8月、10月-12月）
- 梁國強 先生（2024起，現任校長）

## 校舍

### 荷李活道第一代校舍
第一代校舍原為荷李活道官立小學被「殺校」後騰出的校舍，於1957年建成，並於1978年初完成改建，佔地4,700平方米，設有18間課室及少量特別室。
隨著此校遷入馬鞍山第二代校舍，原有校舍於1991年騰空，六年後成為聖公會基恩小學新校舍。

### 馬鞍山第二代校舍
現存的第二代校舍為一座半連環型校舍，佔地6,972平方米，設有26間課室及各種特別室，並曾於2005年加建一座新翼。
在將軍澳校舍2029年啟用後，此校舍預計將會騰空，用途未定。

### 將軍澳第三代校舍
擬建的第三代校舍位於日出康城，為一座後千禧校舍，將與高可寧紀念小學新校舍用地相連，面積未定，設有30間課室及各種特別室。兩間校舍將由港鐵公司代建，建築師及承建商暫時未定，預計2025年向立法會申請增加撥款，2029年一併啟用。
按照原來的規劃，兩校校舍用地位於屋苑第2C期領凱位置，但現已前移至領都與第4期晉海間位置。

#### 第三代校舍建設圖集

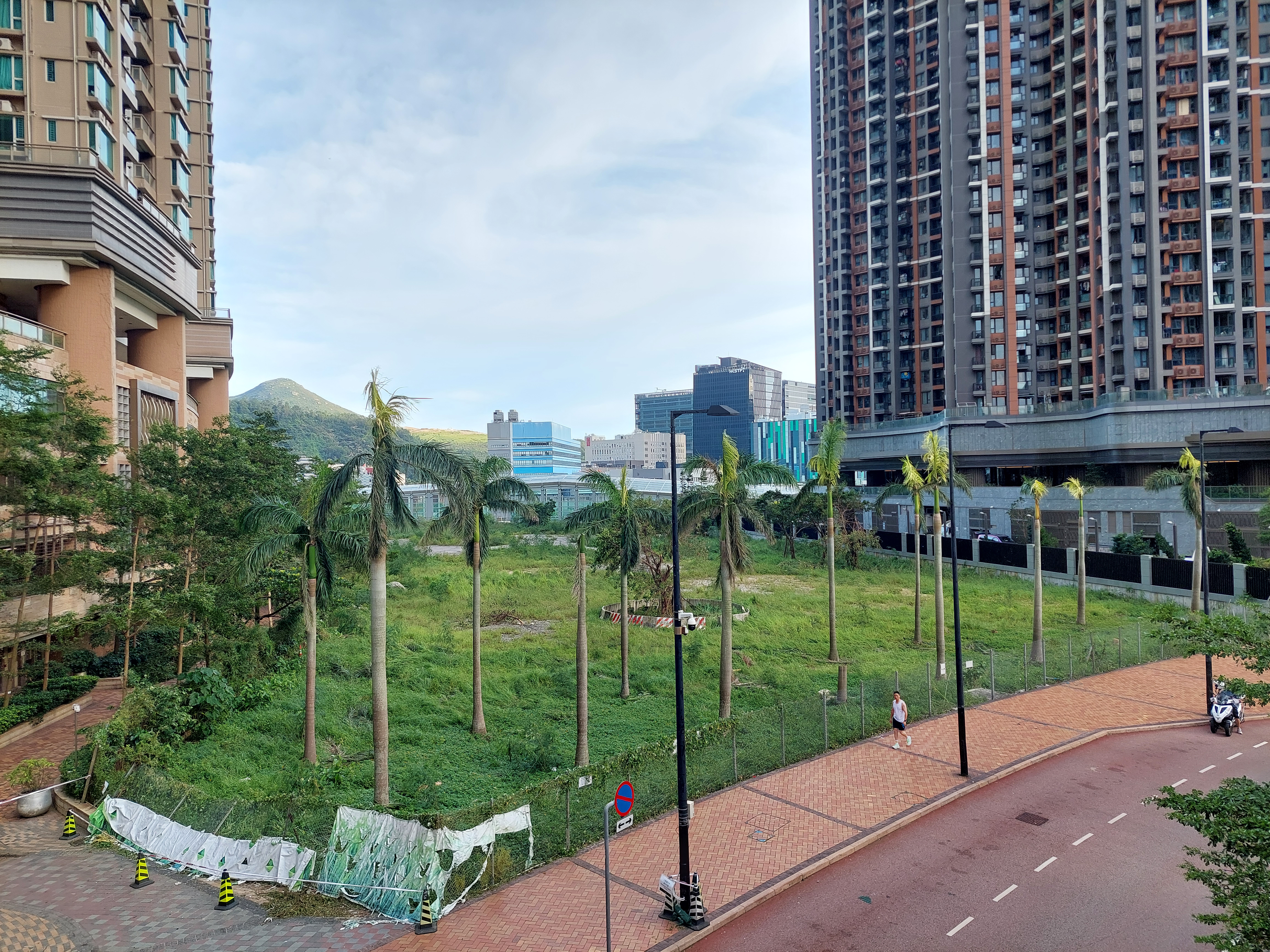
擬建第三代校舍與高可寧紀念小學用地，2023年9月

## 軼事及事件
- 2013年12月，李姓女教疑對貓有驚恐症，有學生稱李老師曾經「俾多隻貓圍住，驚到喊咗出嚟」。該老師要求校方將原先收留的流浪貓捕捉，並送交漁護署作人道毀滅，否則便會引用殘疾歧視條例投訴學校。事件引起網民熱烈討論，更批評該教師不尊重生命。[16].
- 2019年4月3號下午2時24分，馬鞍山東華三院黃鳳翎中學一名13歲中二男生在科學課傳看化學品時，不慎濺到稀鹽酸，致嘴角及舌尖疼痛。老師即以清水沖洗並報警，男生送院治理，情況無大礙。警方列為意外，無可疑。[17]

## 出名校友
- 張栢芝（中一肄業）：香港女藝人
- 陳雅雯[18]：香港知名KOL
- 邵劍秋：香港著名電影監制
- 黄銘潮：奥斯卡集團董事總經理
- 盧靖嵐：香港YouTuber[19]、香港KOL[20]

## 註解
1. ↑  另外三所分別為馮黃鳳亭中學、伍若瑜夫人紀念中學及辛亥年總理中學。

## 外部連結
- 東華三院黃鳳翎中學 （页面存档备份，存于）